# Панджшер (провинция)
Панджше́р (пушту ‎и дари پنجشیر — Panjšēr) — одна из тридцати четырёх провинций Афганистана. Население — около 173 тыс. человек (2021), площадь — 3610 км². 98,9 % населения — таджики. Административный центр — город Базарак.

## Этимология
В переводе с языка дари Панджшер означает «пять львов». Также топоним может происходить от реки Панчами, которая упоминается в древнеиндийском эпосе «Махабхарате».

## История
Территория современного Панджшера с начала XVI до середины XVIII века находилась под властью Бухарского ханства. Регион Парван, включавший в себя Панджшер, был завоёван Ахмад Шахом Дуррани и официально признан частью Дурранийской империи Бухарским эмиром Мурад Бегом после подписания договора о дружбе примерно в 1750 году. За правлением Дуррани последовала династия Баракзаев. В XIX веке регион не пострадал от англо-афганских войн.
В 1973 году власть в Афганистане захватил Мохаммед Дауд Хан, который начал предъявлять претензии на значительную часть территории Пакистана преобладанием пуштунов, что вызвало большую тревогу у пакистанского правительства. К 1975 году молодой полевой командир Ахмад Шах Масуд и его последователи подняли восстание в Панджшере, но были вынуждены бежать в город Пешавар в Пакистане, где получили поддержку от премьер-министра Пакистана Зульфикара Али Бхутто. По некоторым сведениям Бхутто подготовил почву для апрельской революции в Кабуле в апреле 1978 года, заставив Дауда распределить вооружённые силы по сельской местности.
Панджшер неоднократно подвергался нападениям против Ахмад Шаха Масуда и его войск во время Афганской войны. С 17 августа 1979 года, после регионального восстания, регион перешёл под контроль повстанцев. Благодаря гористой местности, Панджшер был удобен для защиты со стороны моджахедов против правительства НДПА и советских вооружённых сил. Панджер несколько раз захватывался советскими войсками, но после захвата повстанцы постепенно возвращались обратно, пользуясь поддержкой местного населения. После пятого штурма Панджшера, произошедшего в мае 1982 года, Ахмад-шах Масуд был вынужден в январе 1983 года пойти на перемирие с советскими войсками, которое продолжалось до апреля 1984 года.
После распада Демократической Республики Афганистан в 1992 году этот регион стал частью Исламского Государства Афганистан. К концу 1990-х годов Панджшер и соседняя провинция Бадахшан служили плацдармом Северного Альянса против Талибана. 9 сентября 2001 года министр обороны Масуд был убит двумя боевиками «Аль-Каиды». Двумя днями позже в США произошли теракты в сентябре 2001 года, которые привели к началу крупной войны в Афганистане под руководством США.
Современная провинция Панджшер была образована в 2004 году из соседней провинции Парван. Афганские национальные силы безопасности (АНСБ) создали в провинции несколько баз. Также здесь создали свои базы и Международные силы содействия безопасности (ISAF), а в конце 2000-х годов в Панджшере начала действовать Группа восстановления провинции (PRT) под управлением США.
В 2021 году в Панджшере развернулись драматические события, связанные с конфликтом между террористической группировкой «Талибан», захватившей власть в Афганистане, и проправительственным «Панджшерским сопротивлением», сформированным 16 августа.

## Политика и управление
Номинальный губернатор провинции — Камаллудин Незами. Его предшественниками были Мохаммад Ариф Сьюард и Керамуддин Керам (изнасиловавший в Кабуле двух членов национальной женской сборной Афганистана по футболу, а затем бежавший в провинцию Панджшер).
Столица провинции — город Базарак. Всю правоохранительную деятельность в провинции де-юре осуществляет Афганская национальная полиция (АНП). Начальник полиции представляет Министерство внутренних дел в Кабуле. До прихода талибов АНП поддерживалась военными, в том числе силами под руководством НАТО.
Во время парламентских выборов 2005 года Салех Мохаммад Регистани был избран единственным представителем провинции Панджшер в Палате представителей Афганистана.
После падения Кабула 15 августа 2021 года Панджшер оставался единственной территорией Афганистана, которая де-факто некоторое время находилась под контролем Исламской Республики Афганистан, в отличие от Исламского Эмирата Афганистан, возглавляемого «Талибаном».
6 сентября 2021 года руководство Талибана заявило о том, что полностью контролирует Панджшер. Лидер Фронта национального сопротивления в провинции Ахмад Масуд фактически подтвердил это заявление, призвав население Афганистана к партизанской войне против Талибана.

### Административное деление
Провинция Панджшер делится на 7 районов:
- Анаба
- Базарак
- Дара
- Париян
- Руха
- Шотул
- Хендж

## Здравоохранение
Доля домохозяйств, имеющих чистую питьевую воду — 17 % (2011).
В 2011 году лишь 23 % родов были приняты квалифицированными акушерами.

## Образование
Общий уровень грамотности (от 6 лет) упал с 33 % в 2005 году до 32 % в 2011 году.
Общая доля охвата образованием (от 6 до 13 лет) снизилась с 42 % в 2005 году до 40 % в 2011 году.
В провинции открыто четыре школы технического и профессионального образования и обучения, включая школу имени Ахмад Шаха Масуда. Она была основана при содействии Хильфе Падерборн и Министерства иностранных дел Германии и по состоянию на август 2014 года насчитывала около 250 учеников и 22 сотрудника.

## Демография
По состоянию на 2021 год общая численность населения провинции составляла около 173 000 человек. Основная этническая группа представлена таджиками.
Доминирующий язык в провинции — дари (афганский персидский). Жители провинции являются суннитами, в то время как хазарейцы в других частях Афганистана в основном являются шиитами.

## Достопримечательности
- Мавзолей Ахмад Шаха Масуда.